# Prix du livre de la Ville de Lausanne
Le Prix du livre de la Ville de Lausanne est un prix littéraire suisse décerné à une autrice ou un auteur de Suisse romande.
D’abord nommé «Prix Lilau», puis «Prix des lecteurs de la Ville de Lausanne» jusqu’en 2023, le Prix du livre de la Ville de Lausanne a été lancé par le Service des bibliothèques & archives, dans le cadre de sa politique du livre.  

## Description
Le prix est créé en 2015 à Lausanne et en 2023, pour sa dixième édition, le prix change de nom et devient Prix du livre de la Ville de Lausanne.
Le Prix est décerné à un ouvrage récent, inscrit dans une sélection de 5 romans qui est opérée par un comité de sélection composé de professionnelles et professionnels travaillant au sein du Service des bibliothèques & archives[réf. nécessaire].
Depuis l’édition 2022, ce sont toutes les lectrices et lecteurs de Suisse romande et d’ailleurs qui peuvent donner leur voix en votant via différents moyens. Cette démarche encourage la lecture, l’échange et les discussions autour des romans.
Des rencontres avec les écrivaines et écrivains sélectionnés sont organisées, des échanges entre lectrices et lecteurs au sein de clubs de lecture sont mis en place en Suisse romande, des présentations des livres et des autrices et auteurs sont à voir sur la chaîne YouTube Lire à Lausanne, et les cinq ouvrages sont à disposition en lecture libre sur le site internet[réf. nécessaire].
Chacune et chacun des cinq autrices et auteurs sélectionnés reçoit un prix doté de 5'000 CHF. La lauréate ou le lauréat est de plus accueilli en résidence littéraire au Château de Lavigny durant quatre semaines[réf. nécessaire]. 

## Lauréats

### 2015 - 1èreédition

#### Lauréat
- Sébastien Meier, Les ombres du métis, Zoé, 2014

#### Sélection
- Mary Anna Barbey, Swiss Trafic, Éditions des Sauvages, 2013
- Bastien Fournier, L’assassinat de Rudolf Schumacher, L’Aire, 2014
- Joseph Incardona, Misty, Baleine, 2013
- Frédéric Jaccaud, Hécate, Gallimard, 2014
- Michaël Perruchoud, Le garçon qui ne voulait pas sortir du bain, Faim de siècle et Cousu Mouche, 2013

### 2016 - 2eédition

#### Lauréat
- Antoine Jaquier, Avec les chiens, L'Âge d'Homme, 2015.

#### Sélection
- Jérôme Meizoz, Haut Val des loups, Zoé, 2015
- Frédéric Pajak, La liberté obligatoire, éditions Noir sur Blanc, 2015
- Anne-Frédérique Rochat, Le chant du canari, Luce Wilquin, 2015
- Marie-Jeanne Urech, L’Ordonnance respectueuse du vide, L’Aire, 2015
- Nicolas Verdan, Le mur grec, Campiche, 2015

### 2017 - 3eédition

#### Lauréate
- Silvia Härri, Je suis mort un soir d’été, Campiche, 2016

#### Sélection
- Michel Layaz, Louis Soutter, probablement, Zoé, 2016
- Catherine Lovey, Monsieur et Madame Rivaz, Zoé, 2016
- Janine Massard, Question d’honneur, Campiche, 2016
- Thomas Sandoz, Croix de bois, croix de fer, Grasset, 2016
- Olivier Sillig, Jambon Dodu, Hélice Hélas Editeur, 2016

### 2018 - 4eédition

#### Lauréate
- Laurence Boissier, Rentrée des classes, art&fiction, 2017

#### Sélection
- Alain Bagnoud, Rebelle, L’Aire, 2017
- Slobodan Despot, Le rayon bleu, Gallimard, 2017
- Anne Brécart, Cœurs silencieux, Zoé, 2017
- Damien Murith, Le cri du diable, L'Âge d'Homme, 2017
- Aude Seigne, Une toile large comme le monde, Zoé, 2017

### 2019 - 5eédition

#### Lauréat
- Bruno Pellegrino, Là-bas, août est un mois d'automne, Zoé, 2018

#### Sélection
- Marc Agron, Carrousel du vent, L'Âge d'homme, 2018
- Étienne Barilier, Dans Khartoum assiégée, Phébus, 2018
- Auguste Cheval, Les Corps glorieux, La Marquise, 2018
- Anne-Claire Decorvet, Café des chimères, Bernard Campiche, 2018
- Pascale Kramer, Une famille, Flammarion, 2018

### 2020 - 6eédition

#### Lauréate
- Fabienne Bogádi, Les Immortelles, L'Âge d'homme, 2019

#### Sélection
- Antonio Albanese, La disparition des arcs-en-ciel dans les rivières du Montana, L'Âge d'homme, 2019
- Mélanie Chappuis, La Pythie, Slatkine, 2018
- Matthieu Mégevand, Lautrec, Flammarion, 2019
- Quentin Mouron, Vesoul, 7 janvier 2015, Olivier Morattel, 2019
- Roland Buti, Grand National, Zoé, 2019

### 2021 - 7eédition

#### Lauréat
- Laurent Koutaïssoff, Atlas, Bernard Campiche Éditeur[3]

#### Sélection
- Antoinette Rychner, Après le monde, Éditions Buchet/Chastel
- Joseph Incardona, La soustraction des possibles, Éditions Finitude
- Anne-Sophie Subilia, Neiges intérieures, Zoé
- Adrien Gygax, Se réjouir de la fin, Grasset
- Nadine Richon, Un garçon rencontre une fille, Bernard Campiche Éditeur

### 2022 - 8eédition

#### Lauréate
- Raluca Antonescu, Inflorescence, éditions La Baconnière

#### Sélection[4]
- Thierry Luterbacher, lllégaliste, Bernard Campiche Éditeur
- Rose-Marie Pagnard, Gloria Vynil, éditions Zoé
- Anne-Frédérique Rochat, Longues nuits et petits jours, éditions Slatkine
- Julien Sansonnens, Septembre Éternel, éditions de l’Aire

### 2023 - 9eédition

#### Lauréat
- Éric Bulliard, La cabine, Éditions de l'Hèbe[5]

#### Sélection
- Odile Cornuz, Fusil, Éditions d'En Bas
- Valentin Decoppet, Les Déshérités, Bernard Campiche Éditeur
- Eugène, Lettre à mon dictateur, Slatkine
- Sarah Jollien-Fardel, Sa préférée, Sabine Wespieser Éditeur

### 2024 - 10eédition

#### Lauréate
- Isabelle Aeschlimann, Les secrets de nos cœurs silencieux, Éditions les Nouveaux Auteurs[6]

#### Sélection
- Étienne Barilier, Noor, Phébus
- Kyra Dupont Troubetzkoy, Le piège de papier, Favre
- Rinny Gremaud, Generator, Sabine Wespieser Éditeur
- Jean-François Haas, La folie du pélican, Bernard Campiche Éditeur

### 2024 bis - 11eédition

#### Lauréat
- Marc Agron, La vie des choses, La Veilleuse[7]

#### Sélection
- Bastien Hauser, Une singularité, Actes sud
- Hélène Jacobé, Le Lotus jaune, Héloïse d'Ormesson & Favre
- Catherine Lovey, histoire de l'homme qui ne voulait pas mourir, Zoé
- Lorrain Voisard, Au cœur de la bête, en bas